# Liste des candidats républicains à la vice-présidence des États-Unis
Cet article dresse la liste des candidats du Parti républicain à la vice-présidence des États-Unis, de 1856 à nos jours.

## Liste
| Candidat à la vice-présidence | Candidat à la vice-présidence | Candidat à la vice-présidence | Élection | Candidat à la présidence |
| ----------------------------- | ----------------------------- | ----------------------------- | -------- | ------------------------ |
| 1                             | William Dayton                |                               | 1856     | John Charles Fremont     |
| 2                             | Hannibal Hamlin               |                               | 1860     | Abraham Lincoln          |
| 3                             | Andrew Johnson                |                               | 1864     | Abraham Lincoln          |
| 4                             | Schuyler Colfax               |                               | 1868     | Ulysses S. Grant         |
| 5                             | Henry Wilson                  |                               | 1872     | Ulysses S. Grant         |
| 6                             | William A. Wheeler            |                               | 1876     | Rutherford B. Hayes      |
| 7                             | Chester A. Arthur             |                               | 1880     | James A. Garfield        |
| 8                             | John Alexander Logan          |                               | 1884     | James Blaine             |
| 9                             | Levi Morton                   |                               | 1888     | Benjamin Harrison        |
| 10                            | Whitelaw Reid                 |                               | 1892     | Benjamin Harrison        |
| 11                            | Garret Hobart                 |                               | 1896     | William McKinley         |
| 12                            | Theodore Roosevelt            |                               | 1900     | William McKinley         |
| 13                            | Charles W. Fairbanks          |                               | 1904     | Theodore Roosevelt       |
| 14                            | James Sherman                 |                               | 1908     | William H. Taft          |
| 15                            | Nicholas Butler               |                               | 1912     | William H. Taft          |
| 16                            | Charles W. Fairbanks          |                               | 1916     | Charles Evans Hughes     |
| 17                            | Calvin Coolidge               |                               | 1920     | Warren G. Harding        |
| 18                            | Charles G. Dawes              |                               | 1924     | Calvin Coolidge          |
| 19                            | Charles Curtis                |                               | 1928     | Herbert C. Hoover        |
| 20                            | Charles Curtis                |                               | 1932     | Herbert C. Hoover        |
| 21                            | Frank Knox                    |                               | 1936     | Alf Landon               |
| 22                            | Charles McNary                |                               | 1940     | Wendell Willkie          |
| 23                            | John Bricker                  |                               | 1944     | Thomas Dewey             |
| 24                            | Earl Warren                   |                               | 1948     | Thomas Dewey             |
| 25                            | Richard Nixon                 |                               | 1952     | Dwight Eisenhower        |
| 26                            | Richard Nixon                 |                               | 1956     | Dwight Eisenhower        |
| 27                            | Henry Cabot Lodge Jr          |                               | 1960     | Richard Nixon            |
| 28                            | William E. Miller             |                               | 1964     | Barry Goldwater          |
| 29                            | Spiro Agnew                   |                               | 1968     | Richard Nixon            |
| 30                            | Spiro Agnew                   |                               | 1972     | Richard Nixon            |
| 31                            | Robert Dole                   |                               | 1976     | Gerald R. Ford           |
| 32                            | George H. W. Bush             |                               | 1980     | Ronald Reagan            |
| 33                            | George H. W. Bush             |                               | 1984     | Ronald Reagan            |
| 34                            | J. Danforth Quayle            |                               | 1988     | George H. W. Bush        |
| 35                            | J. Danforth Quayle            |                               | 1992     | George H. W. Bush        |
| 36                            | Jack Kemp                     |                               | 1996     | Robert Dole              |
| 37                            | Richard B. Cheney             |                               | 2000     | George W. Bush           |
| 38                            | Richard B. Cheney             |                               | 2004     | George W. Bush           |
| 39                            | Sarah Palin                   |                               | 2008     | John McCain              |
| 40                            | Paul Ryan                     |                               | 2012     | Mitt Romney              |
| 41                            | Mike Pence                    |                               | 2016     | Donald Trump             |
| 42                            | Mike Pence                    |                               | 2020     | Donald Trump             |
| 43                            | J. D. Vance                   |                               | 2024     | Donald Trump             |

### Légende
- rouge : battus.
- vert : élus.